# Microzarkodina
Genre
Microzarkodina est un genre de conodontes.

## Espèces
- † Microzarkodina bella
- † Microzarkodina flabellum
- † Microzarkodina hagetiana
- † Microzarkodina ozarkodella
- † Microzarkodina parva
- † Microzarkodina russica

## Utilisation en stratigraphie
La base du Darriwilien, le quatrième étage de l'Ordovicien, repose juste au dessus de la zone Nord-Atlantique de Microzarkodina parva. 

La base repose aussi sur la partie supérieure de la zone nord-américaine du conodonte Histiodella altifrons.